# 2. Feldhockey-Bundesliga 2005/06 (Damen)
Die Saison 2003/05 der 2. Bundesliga Damen startet am 24. September 2005 und endet am 18. Juni 2006.

## Abschlusstabellen
Legende:

| (A) | Absteiger aus der 1. Bundesliga |
| (N) | Aufsteiger aus der Regionalliga |
|     | Aufsteiger in die 1. Bundesliga |
|     | Absteiger in die Regionalliga   |

| Platz | Club                   | Spiele | Tore  | Punkte |
| ----- | ---------------------- | ------ | ----- | ------ |
| 1.    | UHC Hamburg            | 14     | 29:19 | 31     |
| 2.    | Düsseldorfer HC        | 14     | 20:11 | 24     |
| 3.    | Großflottbeker THGC    | 14     | 21:23 | 23     |
| 4.    | RTHC Leverkusen (A)    | 14     | 31:20 | 21     |
| 5.    | ETuF Essen             | 14     | 22:19 | 22     |
| 6.    | Schwarz-Weiß Neuss (N) | 14     | 22:27 | 18     |
| 7.    | Crefelder HTC          | 14     | 18:19 | 15     |
| 8.    | Hannover 78 (N)        | 14     | 11:45 | 6      |

| Platz | Club                        | Spiele | Tore  | Punkte |
| ----- | --------------------------- | ------ | ----- | ------ |
| 1.    | Eintracht Frankfurt         | 14     | 38:10 | 38     |
| 2.    | SC Frankfurt 1880 (A)       | 14     | 24:18 | 26     |
| 3.    | HG Nürnberg                 | 14     | 28:21 | 21     |
| 4.    | Zehlendorfer Wespen         | 14     | 18:17 | 21     |
| 5.    | TSV Zehlendorf 88           | 14     | 12:16 | 15     |
| 6.    | HC Wacker München           | 14     | 15:24 | 13     |
| 7.    | HTC Stuttgarter Kickers (N) | 14     | 17:22 | 11     |
| 8.    | ATV Leipzig (N)             | 14     | 8:32  | 7      |

## Auf- und Absteiger
Absteiger aus der 1. Bundesliga sind für die nächste Saison Jahr Klipper THC und der TSV Mannheim, beide steigen in ihre jeweilige Gruppe ab.
Aufsteiger aus der Regionalliga für die nächste Saison sind im Süden der Mannheimer HC und TC Blau-Weiss Berlin, im Norden Schwarz-Weiß Köln und der Hamburger Polo Club.